# Savosa
Savosa es una comuna suiza del Cantón del Tesino, situada en el distrito de Lugano, círculo de Vezia. Limita al norte con la comuna de Porza, al este con Lugano, al sur con Massagno y Lugano, y al noroeste con Vezia.